# Crataegus okanaganensis
Crataegus okanaganensis är en rosväxtart som beskrevs av James Bird Phipps och R. J. O'kennon. Crataegus okanaganensis ingår i Hagtornssläktet som ingår i familjen rosväxter. Utöver nominatformen finns också underarten C. o. wellsii.